# Bernhard Scheffer
Bernhard Scheffer (* 1. Dezember 1834 in Halsdorf, Landkreis Marburg-Biedenkopf; † 31. März 1887 in Mardorf) war ein deutscher Kommunalpolitiker und Abgeordneter des Provinziallandtages der preußischen Provinz Hessen-Nassau.

## Leben
Bernhard Scheffer war der Sohn des Landwirts Johannes Scheffer und dessen Ehefrau Anna Katharina Erhardt, erlernte nach seiner Schulausbildung den Beruf des Landwirts und übernahm später den elterlichen Landwirtschaftsbetrieb. 
In seinem Heimatort war er von 1871 bis 1887 Bürgermeister. In dieser Funktion erhielt er 1884 einen Sitz im Kurhessischen Kommunallandtag des Regierungsbezirks Kassel, aus dessen Mitte er ein Mandat für den Provinziallandtag der Provinz Hessen-Nassau erhielt. Er blieb bis zum Jahre 1887 in den Parlamenten, als er bei einem Unfall in der Landwirtschaft zu Tode kam. 